# Армин Милер Штал
Армин Милер Штал ( ; Тилзит, Вајмарска република (данас Совјетск, Калињинградска област, Русија), 17. децембар 1930) немачки је глумац, сликар и аутор. Добитник је бројних светских филмских награда, од којих су значајне награда Удружења филмских глумаца, БИФА и награда Сателит за најбољег глумца у споредној улози, а номинован је за Оскара за улогу у филму Сјај (1996). До 2009. глумио је у преко 130 филмова. Неки од филмова у којима је остварио запажене улоге су: Музичка кутија (1989), Ноћ на Земљи (1991), ‎Игра (1997), Миротворац (1997), Досије икс‎ (1998), Заклетва (2007), Међународна превара (2009), Анђели и демони (2009).